# Jean Antoine Nollet
Pour les articles homonymes, voir Nollet.
Jean Antoine Nollet, connu surtout sous le nom de l’abbé Nollet, né à Pimprez le 19 décembre 1700 et mort à Paris le 24 avril 1770, est un physicien français. Il fut associé aux travaux de Du Fay et de Réaumur.
Nollet a beaucoup contribué à répandre en France le goût et l'étude de la physique par des expositions claires et attrayantes. Il s'était surtout occupé de l'électricité : il conçut les premiers électroscopes, fit connaître en France la bouteille de Leyde, dont il réalisa une version « sèche », et pressentit dans les feux de Saint-Elme et la foudre l'action de l'électricité.

## Biographie
Jean-Antoine Nollet est le fils d'humbles cultivateurs de la région de Compiègne. Élève remarqué au collège de Beauvais, il va pour payer ses études de théologie à Paris entrer comme précepteur chez Taitbout, greffier à l'hôtel de ville ; c'est là que, s'intéressant à l'émaillage à la lampe, il réussit à monter un petit laboratoire. Sa dextérité manuelle le fait remarquer par le comte de Clermont, qui, entiché de sciences, le fait entrer en 1728 dans sa Société des Arts, groupement assez curieux qui voulait réunir à la fois les Lettres, les Sciences et les Arts mécaniques. Il y rencontre, entre autres, un jeune mathématicien prodige du nom d'Alexis Claude Clairaut, ainsi que La Condamine, les grands horlogers Julien Le Roy et Jean-Philippe Rameau, et enfin Fontenelle. Il est parmi les invités des salons littéraires de Sceaux et des fêtes des Grandes Nuits de Sceaux, que donne la duchesse du Maine, dans le cercle des Chevaliers de la Mouche à Miel, au château de Sceaux.
De 1730 à 1732, il est associé aux recherches du surintendant du Fay, spécialiste de l'électricité, l'un des deux plus grands électriciens du début du XVIIIe siècle avec l'Anglais Stephen Gray.  Dufay propose à Nollet de l'accompagner en Angleterre, ce qui permet à Nollet, comme il le dit lui-même, d'acquérir une connaissance plus exacte et plus certaine de la méthode, des procédés et des instruments de la science expérimentale. 
Il rencontre à Londres John Theophilus Desaguliers, fils d'un pasteur émigré de La Rochelle, devenu démonstrateur de Newton à la Royal Society, dirigeant les fameuses expériences sur la lumière et les couleurs. Rencontre étonnante, dit Jean Torlais, car les deux personnages étaient aussi dissemblables que possible. L'un était de haute taille, l'autre large et massif. L'un était abbé, l'autre pasteur. L'un était tout dévoué au trône et à l'autel. L'autre avait d'assez fortes raisons de leur en vouloir. L'un était cartésien, l'autre newtonien. Ils n'avaient en commun que leurs débuts difficiles et leur actuelle passion pour la physique expérimentale. Nollet démonte des machines et met à profit sa curiosité. Il voit immédiatement les perfectionnements à apporter, les inconvénients à éviter. Desaguliers avait déjà une longue pratique de cet enseignement si nouveau. Nollet en bénéficie et se fait apprécier à Londres, le couronnement de son voyage étant son élection à la Royal Society.  
Entretemps, il se voit confier, en 1733, la direction du laboratoire de Réaumur. Il fallait des mains habiles pour exécuter les projets de ce dernier, réaliser les expériences souvent compliquées qu'il imaginait et bâtir les instruments nécessaires ; cette mission, c'est Nollet qui la remplit pendant bien des années, améliorant notamment le thermomètre. C'est lui qui a l'idée du calibrage des tubes et choisit la glace fondante comme point fixe. 
Deux ans plus tard, Nollet part pour les Pays-Bas, où il rencontre Pieter van Musschenbroek, Willem Jacob 's Gravesande et Jean Allamand. Les relations qu'il a avec eux, prolongées par une correspondance suivie, auront une répercussion énorme sur l'avenir de la science expérimentale en France. 
L'abbé Nollet avait ouvert dès 1735 à Paris un cours de physique expérimentale dont le succès était prodigieux et dont les auditeurs étaient des hommes et des femmes de tout âge et de toutes conditions. Il faut dire que, comme l'écrivait Bernard Maitte, un public relativement nombreux pour l'époque y recevait une bonne éducation d'un clergé intelligent. 
Il fallait rompre avec la routine, faire du nouveau en pédagogie. En mars 1738, Nollet fait paraître l'ouvrage intitulé Programme ou Idée générale d'un cours de physique expérimentale avec un catalogue raisonné des instruments qui servent aux expériences. Il a beaucoup réfléchi avant d'entreprendre ce travail. Pour lui, la physique expérimentale n'est pas « un vain assemblage de raisonnements non fondés ou de systèmes chimériques ». Les conjectures sont mises au rang secondaire. Mais il a beaucoup lu et voyagé. Il s'est aperçu qu'un grand nombre d'instruments est nécessaire. Il sait d'autre part que les ouvriers n'ont pas l'habitude de les construire, du fait même que leur usage dans les collèges est assez restreint. Les acquérir de l'étranger ? Mais quelle fortune y suffirait ? Les obtenir aux frais de l'État ? Mais l'abbé a-t-il le pouvoir nécessaire pour hasarder pareille demande ? Le plus simple et le plus sûr est de compter sur lui-même. Mettant à profit, une fois encore, sa dextérité naturelle, cultivée depuis l'enfance, il prend la lime et le ciseau, forme et instruit des ouvriers, pique la curiosité de plusieurs seigneurs qui ont placé ses œuvres dans leurs cabinets. Il lève une espèce de contribution volontaire. Il va jusqu'à fabriquer deux ou trois instruments d'une même espèce, afin qu'il lui en reste un. Ainsi, à force de travail, et ne ménageant point sa peine, l'abbé surmonte ces premières difficultés et il peut être fier de dire qu'à Paris, désormais, il y a un laboratoire où l'on construit tout ce qui est nécessaire aux expériences de physique. Mais aurait-il l'approbation du public ? Car il ne veut pas faire de ces exercices un spectacle de pur amusement, à la manière de ses devanciers. 

La physique expérimentale, du fait qu'elle est plus certaine, est plus intéressante ; mais elle ne doit être sous la dépendance d'aucune philosophie. Nollet précise nettement son attitude : il ne veut pas être esclave de l'autorité, affecter d'être newtonien à Paris et cartésien à Londres. Non, il enseigne une physique établie seulement sur des faits suffisamment constatés et solidement établis. Il écarte systématiquement les questions métaphysiques. Sa méthode consiste à choisir dans chaque matière ce qu'il y a de nouveau, ce qui est le plus propre d'être démontré par des expériences, puis à exposer l'état de la question et y ramener tout ce qui peut s'y rapporter dans les arts et les machines. Ainsi les principes abstraits sont mieux assimilés parce qu'entrecoupés d'expériences. Nollet, dont l'habileté manuelle est prodigieuse, a pris l'habitude d'opérer en parlant, et même d'employer moins les paroles que l'exposition des faits, s'efforçant d'utiliser au minimum l'algèbre et la géométrie. 

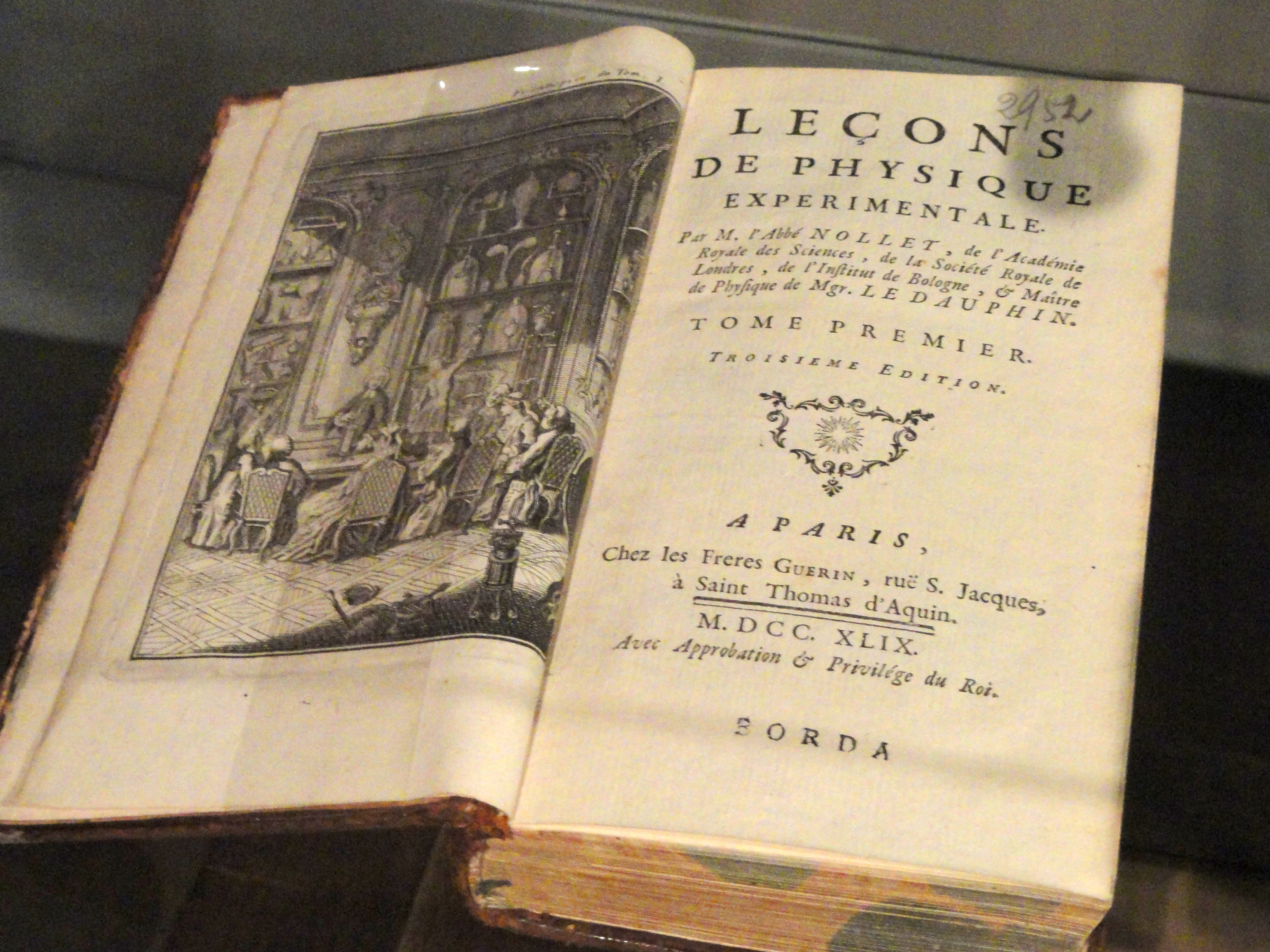
Leçons de physique expérimentale.

Le 24 avril 1739, l'Académie royale des sciences propose au roi la nomination de l'abbé Nollet, alors âgé de 39 ans, comme adjoint mécanicien à la place de Buffon, devenu adjoint botaniste. Il y est nommé le 27 avril 1739. 
Puis il est appelé à la cour de Turin pour y faire un cours de physique expérimentale. En 1741, l'Académie de Bordeaux, avec Montesquieu à sa tête, décide d'acheter un cabinet de physique complet et de demander à l'abbé Nollet d'abord de présider à la construction des instruments, ensuite, dans une série de leçons publiques, d'exposer leur fonctionnement et, par des preuves de fait, de mettre à la portée des amateurs de toutes conditions les données des principes de la physique. Bordeaux est à l'avant-garde du progrès et ce cours de physique expérimentale paraît bien avoir été un des premiers du genre faits en province.
Le 21 juin 1742, Nollet est nommé associé mécanicien à l'Académie royale des sciences.
Les huit premières Leçons de physique expérimentale paraissent en 1743 en deux volumes chez Durand et les quatre volumes suivants ont connu sept réimpressions. Ils constituent le développement du programme. C'est dans ce livre qu'il associe, le premier semble-t-il, le tonnerre et l'électricité. De fait, à la mort de Dufay, Nollet se trouve être en France l'homme le plus qualifié pour prendre en main la direction des recherches sur l'électricité ; c'est sous l'impulsion de l'abbé Nollet, représentant des physiciens français, allemands et anglais, que l'enseignement de la physique expérimentale prend un caractère véritablement international, l'Europe s'opposant à l'Amérique, l'école de Paris à celle de Philadelphie.  
Prenant connaissance des observations de Maimbray en 1747 — expérience princeps d'électroculture, Nollet,  qui étudiait alors la capillarité, se décide à étudier l'effet de l'électricité sur la végétation.

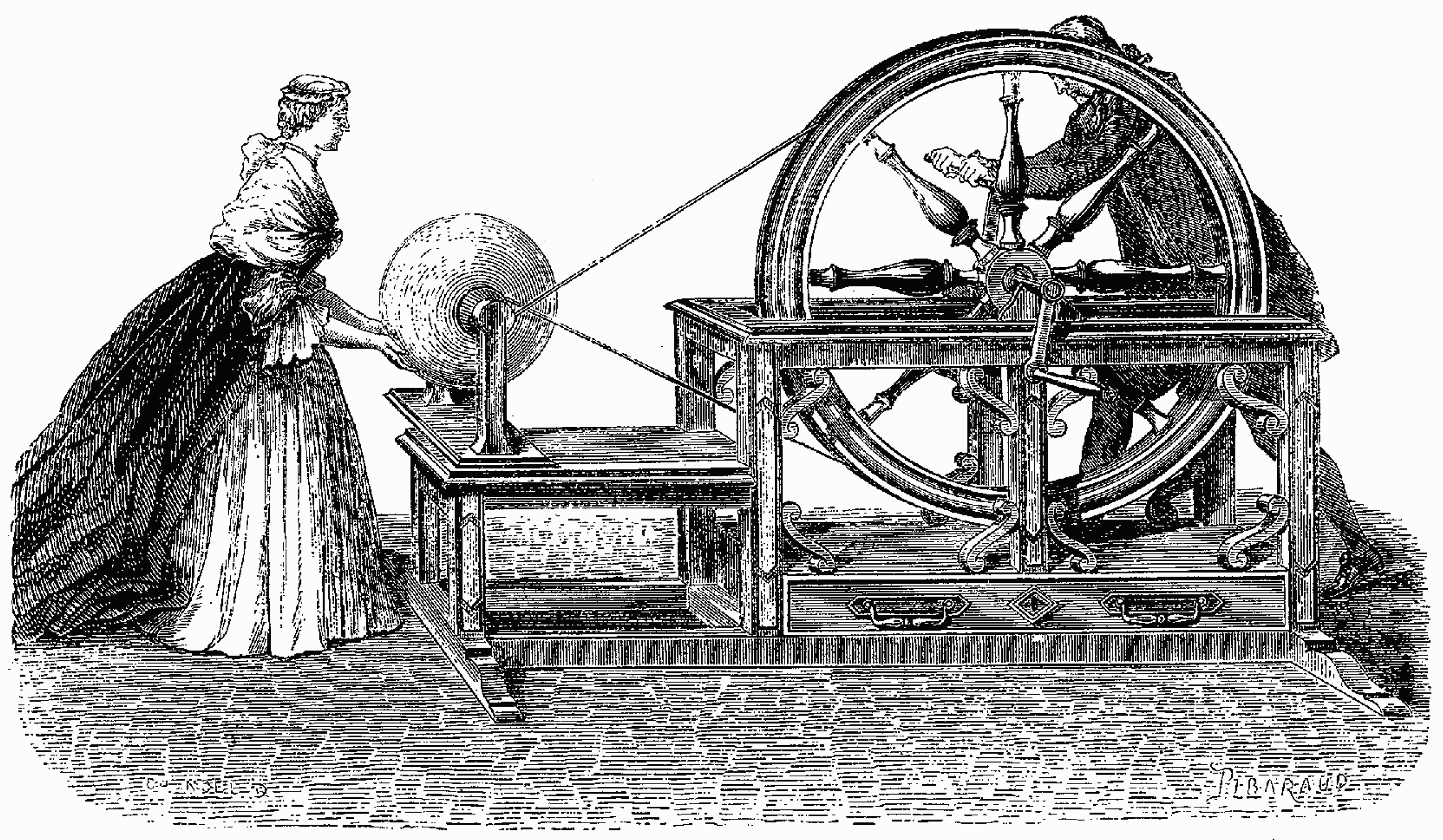
Illustration d'une machine, dans lEssai sur l'électricité des corps

Nollet, qui, en outre, avait découvert l'osmose en 1748, se heurte d'abord à Thomas-François Dalibard, puis à Benjamin Franklin sur la théorie de l'électricité et surtout sur la paternité de la découverte de l'origine électrique de la foudre.
La leçon inaugurale de l'abbé Nollet, le 15 mai 1753, lors de l'ouverture de la chaire de physique expérimentale au collège de Navarre, marque le triomphe de cette science. Dans l'amphithéâtre spécialement construit pour le nouveau cours et où plus de 600 personnes peuvent prendre place, Nollet précise solennellement l'objet de cette physique qui est de connaître les phénomènes de la nature et d'en montrer les causes ; il met en lumière la discipline qu'elle entraîne de ne se rendre qu'à l'évidence ; il affirme la nécessité d'être polyglotte, la physique étant devenue internationale, mais propose, démontre et commente en français : dorénavant les exercices de physique expérimentale se feront dans cette langue, et non plus en latin. 
Non seulement Nollet avait fait de la physique expérimentale « un plaisir d'amateurs et un divertissement à la mode », mais encore le goût des expériences était passé des académies dans l'université, et la province ne voulait plus être en retard sur la capitale. Jésuites et pères de l'Oratoire, pères de la doctrine chrétienne, pères de Saint Lazare, aux environs de 1743, instituaient des cours de physique dans leurs écoles. Nollet signale dans sa préface que l'université de Reims possède une collection importante d'instruments ; qu'à Montbéliard il y a un cours supplémentaire de physique, à Marseille une salle de machines et la soutenance de thèses de physique, à Bordeaux enfin une école de physique. Pont-à-Mousson en 1759, Caen en 1762, Draguignan en 1765 auront dans leurs collèges une chaire de physique expérimentale. On vendra à la Sorbonne des cahiers de cours avec des figures de démonstrations expérimentales. 

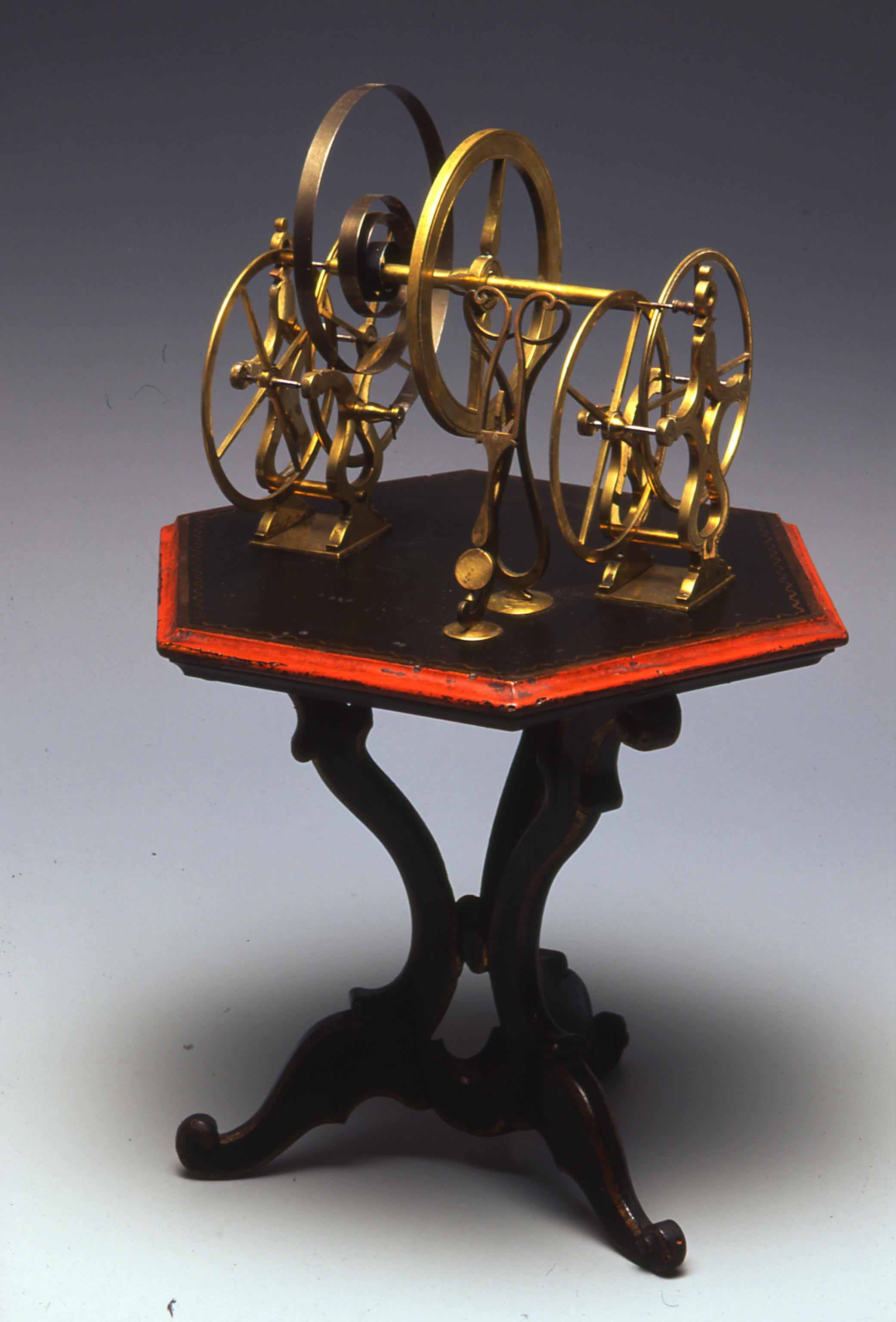
Tribomètre (1742),.

Nollet, nommé le 10 décembre 1757 pensionnaire mécanicien, à la place de Réaumur à l'Académie des sciences, Académie qu'il va bientôt présider, à partir de 1758, prend le titre et la fonction de maître de physique des Enfants de France, ce qui a pour effet d'installer définitivement la physique expérimentale à la cour de France. 
Elle faisait également partie maintenant du programme des écoles d'artillerie et de l'École royale du génie de Mézières, où Nollet, professeur prestigieux, après avoir eu Lavoisier pour élève, a Gaspard Monge pour aide de physique, puis pour successeur. Ainsi le XVIIIe siècle aura vu naître un personnage nouveau, ancêtre de l'ingénieur moderne, un technicien sachant appliquer les mathématiques aux problèmes de son art et possédant une formation scientifique qui, bientôt, sera au service de l'État. La Révolution tirera ensuite parti de cette tendance en créant des écoles où l'enseignement scientifique veut correspondre aux besoins d'une structure économique en cours de pré-industrialisation : Conservatoire national des arts et métiers, École centrale des travaux publics, ancêtre de l'École polytechnique, Collège de France, ex-Collège royal, et Muséum national d'histoire naturelle, ex-Jardin du roi.  
L'abbé Nollet publie encore en 1770 L'Art des expériences, illustré par Bradel, trois volumes qui constituent sa dernière œuvre, dans laquelle il décrit avec précision et minutie la façon de fabriquer les instruments. Il vulgarise le travail du bois, des métaux, du verre, décrivant les outils nécessaires, la manière de s'en servir, donnant les moyens de préparer les couleurs, les vernis, les ornements.  
Avec sa méthode admirable, qui est de ne rien laisser dans le vague et de n'oublier aucune opération qui pourrait embarrasser l'amateur, il est ainsi considéré comme un précurseur de l'enseignement technique, en ce XVIIIe siècle qui a été celui des bons ouvriers. Mort le 24 avril 1770 à 70 ans, il aura pour successeur au collège de Navarre Mathurin Jacques Brisson, neveu de la belle-sœur de Réaumur, dont il sera le démonstrateur. Excellent pédagogue, Brisson héritera en outre des appareils de Nollet, qu'il revendra à Boulogne[Lequel ?] en 1792 ; le cabinet sera saisi à la Révolution et sera transporté en 1799 au Conservatoire national des arts et métiers, où il se trouve encore, à côté de celui de Jacques Charles (une autre partie de la collection d'instruments de démonstration de l'abbé Nollet se trouve dans les collections du musée Stewart, à Montréal, Canada). 
Jacques Charles fut, après Nollet, le vulgarisateur le plus prestigieux de la fin du XVIIIe siècle, le calcul intervenant maintenant beaucoup plus souvent dans les expériences qu'au milieu du siècle : on citait comme un modèle le fameux billard de marbre du « citoyen Charles », rare assemblage de choses remarquables qui permettait à son propriétaire de proposer à ses amis des problèmes de mécanique et de balistique qu'ils résolvaient en commun.

## Œuvre (liste incomplète)
- Essai sur l'électricité des corps, 1746, Paris, chez les frères Guérin, 227 pages ;
- Recherches sur les causes particulieres des phénoménes électriques, Et sur les effets nuisibles et avantageux qu'on peut en attendre, 1749
- Lettres sur l'électricité, Paris, 1753–1757 — À Maria Angela Ardinghelli, Benjamin Franklin, Jean Jallabert et Georg Matthias Bose.
  - Parties 1 ; 2 ; 3
- Catalogue de différentes pièces de physique sur l'électricité et sur les airs, d'après les élémens de MM. l'abbé Nollet et Sigaud de La Fond, etc, qui se fabriquent chez Haering, ingénieur en instrumens de physique et d'optique, Palais du tribunat, n° 63, entre le café de Foi et le théâtre de Mlle de Montansier, à Paris, 1789

### Œuvres numérisées par Gallica
- Œuvres numérisées par Gallica

### Correspondance
- Isaac Benguigui, Théories électriques du XVIIIe siècle : correspondance entre l'abbé Nollet (1700–1770) et le physicien genevois Jean Jallabert (1712–1768), Genève, Georg, 1984

## Hommages

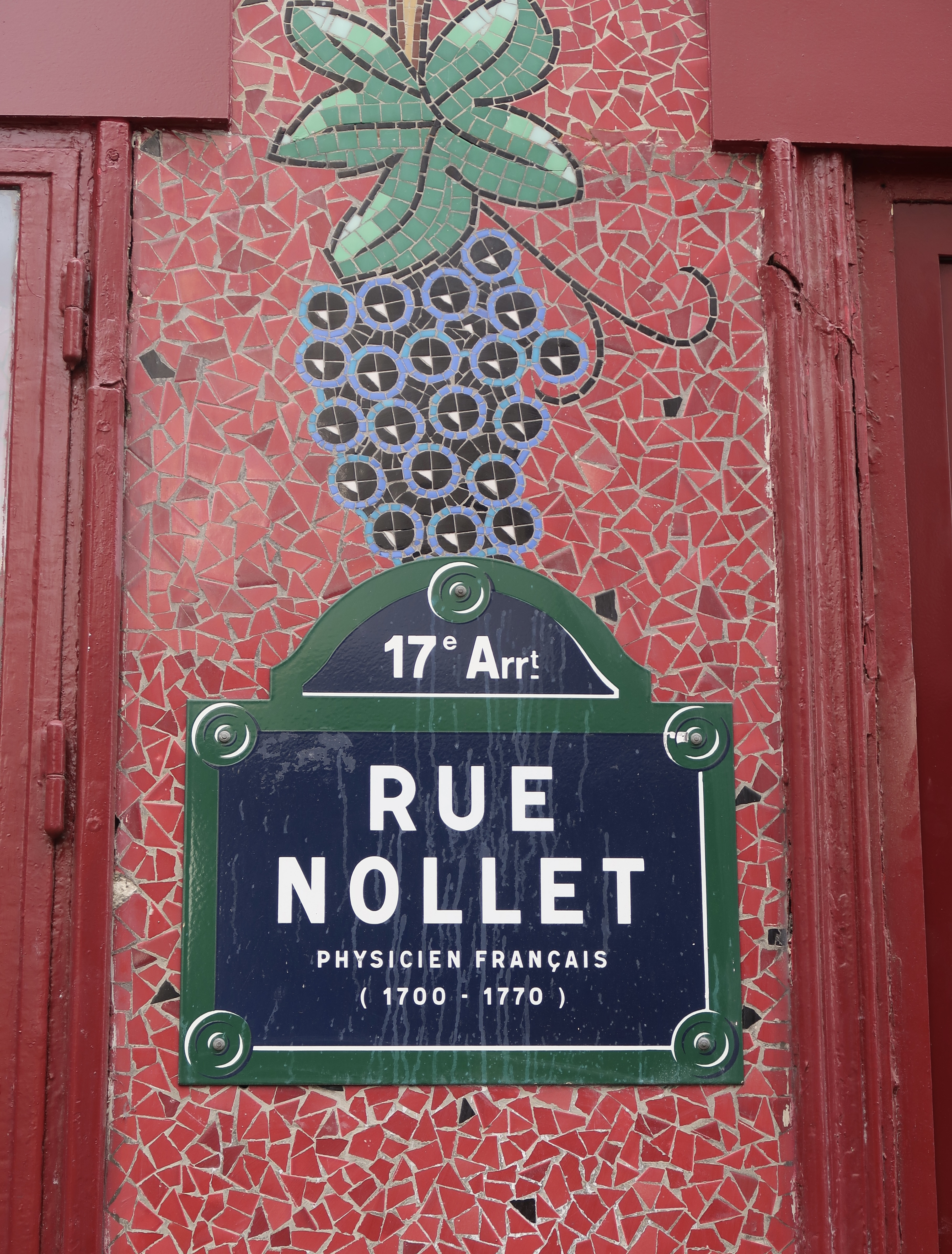
Plaque de la rue Nollet (Paris).

- Jean Antoine Nollet est devenu membre de la Royal Society le 23 janvier 1735[8].
- En 1864 on renomme en son honneur la rue Nollet dans le 17e arrondissement de Paris.

## Quelques expériences
- Afin de mettre fin à la théorie, courante à l'époque, de la génération spontanée, Nollet eut l'idée de vêtir des grenouilles de caleçons ; les grenouilles ne se reproduisant plus, il en déduisit l'inanité de cette théorie[9].
- À l'époque où Nollet était précepteur des Enfants de France, il faisait les joies de la cour par ses expériences à l'électricité. Afin de mesurer la vitesse de propagation de l'électricité, il fit aligner les gardes royaux, reliés entre eux[10]. Le dernier toucha une bouteille génératrice d'électricité ; il sauta en l'air, et les autres quasiment en même temps. Nollet en déduisit que l'électricité se propageait très vite[11].